# Mount Tarawera
Mount Tarawera is een berg en een vulkaan op het Noordereiland van Nieuw-Zeeland. Hij ligt 24 kilometer ten zuidoosten van Rotorua en bestaat uit een reeks ryolietische lavakoepels die door een explosieve basaltuitbarsting in 1886 in het midden zijn gespleten. Deze uitbarsting was een van de zwaarste in Nieuw-Zeeland ooit, en kostte aan naar schatting 120 mensen het leven. De spleten lopen over een lengte van ongeveer 17 kilometer van noordoost naar zuidwest. 
De lavakoepels van de vulkaan zijn Ruawahia Dome (de hoogste op 1.111 meter), Tarawera Dome en Wahanga Dome. De berg wordt omringd door verschillende meren, waarvan de meeste zijn ontstaan of drastisch vervormd door de uitbarsting van 1886. Het gaat om de meren Tarawera, Rotomahana, Rerewhakaaitu, Okataina, Okareka, Tikitapu (Blue Lake) en Rotokakahi (Green Lake). De rivier Tarawera loopt noordoostwaarts over de noordflank van de berg vanaf het Tarawerameer. 
In 2000 werd de berg overgedragen aan de Ngati Rangitihi substam van Te Arawa, een Maorivolk. In 2002 sloot de groep de voorheen vrije toegang van het publiek tot de berg af, een besluit dat onrust veroorzaakte onder de inwoners van Rotorua.